# Johann Nicolaus Funck
Johann Nicolaus Funck oder Johannis Nocolaus Funccius (* 29. März 1693 in Marburg; † 26. Dezember 1777 in Rinteln) war ein deutscher Philologe und Universitätsprofessor in Rinteln.

## Leben
Funck wurde als Sohn des Advokaten und Stadtkommissarius von Marburg, Sebastian Funck, und dessen Ehefrau, Sybille Catharine, geb. Lynkers, in Marburg geboren. Dort besuchte er die Schule und ab 1708 auch die Universität, wo er neben den schönen Wissenschaften Theologie, Philosophie und Geschichte insbesondere die lateinische Sprache und Literatur studierte. Deren frühe Beherrschung ließen ihn schon bald selber privaten Unterricht erteilen, was neben seinen schriftstellerischen Aktivitäten ihm 1719 eine erste Anstellung als Hauslehrer des Sohnes eines Marburger Juraprofessors eintrug, ehe er 1723 die Stelle eines dritten Lehrers am Marburger Pädagogium antrat. 1729 wurde er ordentlicher Professor der Beredsamkeit, Geschichte und Politik an der Universität Rinteln. Nach dem Tode Johann Kahlers übertrug ihm die Universität 1730 das Universitäts-Bibliothekariat und ab 1741 auch die Funktion des Ephorus der Rintelner Universitäts-Stipendiaten. Diese Ämter versah Funck mit Umsicht und Verlässlichkeit bis in sein hohes Alter von 85 Jahren. Von 1740 bis 1750 war Funck Rector Magnificus der Universität.
Seit 1727 war Funck verheiratet mit Catharine Elisabeth, geb. Köhler, Witwe des Hessisch-Kasselschen Kapitänleutnants Nicolaus Heinrich Cancrius. Aus der Ehe gingen zwei 1729 und 1735 geborene Töchter und ein 1733 geborener Sohn, Hermann Nikolaus hervor, der 1760 Professor der Rechte in Herborn und 1763 in Steinfurt war, ehe er 1774 von König Georg III. von England zum Hofrichter und Regierungsrat der verpfändeten Reichsgrafschaft Bentheim eingesetzt wurde.
Ein gleichnamiger Vetter, Johann Nikolaus Funck (1715–1758), der in Rinteln studiert hatte, war dort ab 1740 Rektor der reformierten Schule und ab 1750 Professor am Marburger Pädagogium.

## Schriften (Auswahl)
- Pro Phaedro eiusque Fabulis Apologia. Striederus, Lipsia u. a. 1747.
- Io. Nicolaus Funccius, ordinarius eloquentiae professor, B. L. S. D.: Programma invitatorium ad orationem Iohannis Conradi Heitheckeri: quo simul agitur de summis solicitudinibus, quas historiae…. Enax, Rintelium 1733.
- Quum serenissimus princeps ac dominus, dominus Fridericus, Hassiae landgravius … cum … Maria … augusta nuptiarum solemnia celebraret … fausta et felicia quaeque apprecatur Iohannes Nicolaus…. Enax, Rintelium 1740.
- Ad audiendam orationem de glorioso Iesu Christi coelum ingredientis triumpho … invitat Ioh. Nicolaus Funccius: [praefatus de Veterum triumphis]. Enax, Rintelium 1735.